# Trichospermum galeottii
Trichospermum galeottii är en malvaväxtart som först beskrevs av Porphir Kiril Nicolai Stepanowitsch Turczaninow, och fick sitt nu gällande namn av André Joseph Guillaume Henri Kostermans. Trichospermum galeottii ingår i släktet Trichospermum och familjen malvaväxter. Inga underarter finns listade i Catalogue of Life.